# Janský záliv
Janský záliv (rusky Янский залив) je záliv moře Laptěvů v republice Sacha v Rusku. Záliv je pojmenován po řece Janě, která do něho ústí. Nachází se mezi mysem Buor-Chaja na západě a Ebeljachským zálivem na východě.

## Geografie
Řeka Jana u svého ústí tvoří velkou říční deltu (10 200 km²), která zabírá většinu pobřeží Janského zálivu. Devět měsíců v roce je záliv zamrzlý.
Západní břeh zálivu je vyvýšený. Jižní a východní břehy jsou nízké a voda u nich je mělká. Záliv je zamrzlý a rozmrzá až koncem června.
V zálivu je několik ostrovů, z nichž největší je Jarok. Dalšími ostrovy v zálivu jsou Makar a Šelonské ostrovy. Na východ od ostrovů je hluboký Selljachský záliv.
Kromě řeky Jana (západní část) do zálivu ústí také řeky Čenedan a Tomskij-Jurjage.

## Historie
V roce 1712 Jakov Permjakov a jeho společník Merkurij Vagin, první ruští průzkumníci v této oblasti, překročili zamrzlý Janský záliv na psím spřežení a dostali se až na Velký Ljachovský ostrov. Při zpáteční cestě oba zemřeli.
V letech 1892-1894 provedl ruský baron Eduard Toll průzkumné práce v Janském zálivu jménem Ruské akademie věd.
V roce 1976 se během bouře v Janském zálivu potopily dva tankery a nákladní loď. Zemřelo šest lidí.

## Osídlení
Na pobřeží Janského zálivu existovala rybářská vesnice Kuogastach.